# 금기

현재는 금기시되는 과거의 브라질의 식인 풍습. 1557년 포로 생활에 대한 한스 스타덴의 설명을 위해 테오도르 드 브라이가 조각한 것이다.

금기(禁忌) 또는 터부(taboo)는 사회적인 관습이나 미신적인 관념에 의거하여 특정 행위를 엄격히 금하는 것이다. 미신적 금기로는 민간신앙에 의해 신성하거나 더러운 것에 접촉하지 않게 하는 금기가 있고, 개인이나 사회에게 해를 끼친다는 인식 하에 터부시되는 것도 있다.

## 한국에서
정진결재(精進潔霽), 재계목욕(齋戒沐浴) 등이 금기의 중심인데 죄를 씻고 심신을 깨끗한 상태로 보존하려는 것이며 기휘하고 근신하는 생활상태이다. 부정(不淨)이나 더러운 것에 접하지 않고 가까이 하지 않으려고 마음을 쓰며 나쁜 결과가 되지 않도록 행동을 제약하는 금제적(禁制的) 요소가 금기에 있다.
단군신화에 나오는 마늘과 쑥을 먹고 햇빛을 백일 동안 보지 말라는 것은 하나의 금기이고, 동예(東濊)에서는 질병자나 사망자가 있으면 바로 옛 집을 버리고 새 집으로 옮겨야 했다. 또한 산천의 어떤 지역에는 들어가지 못했고 동성끼리의 결혼은 금지되는 등 많은 기휘(忌諱)가 있었다. 신라에서는 유부녀는 두 남자를 섬기지 못했다. 고려조에서는 공적이거나 사적이거나 제(祭)를 올릴 때에는 도살(屠殺)과 육선(肉膳)이 금지되었고 제물에 암컷을 사용하지 못했다. 조선조는 칠살기일(七殺忌日)에 군대를 동원하지 않는다고 한다. 구기(拘忌)를 지키는 일도 하나의 액땜이고 금기 행위이며, 모든 일을 삼감으로써 화를 면하자는 것이다.

### 이사
민간신앙이 두터운 사람들은 아직도 이사하거나 집을 사는 날을 정하고 행동한다. 여러 가지로 꺼리는 날이 정해져 있어서 신일(愼日)로서 지켜진다. 새로운 집에 들어가는 날은 갑자·을축·경자·계축·경인·무진·계사·경오·계유의 날짜들이 좋고 낡은 집에 이사하는 날도 별도로 정해져 있어서 함부로 이사하지 않는다. 산제(山祭)·지신제(地神祭)의 제사 날짜도 정해져 있다. 그 외의 날에 제를 올리면 다른 귀신들이 요동하기 때문에 화를 입게 된다고 한다.

### 결혼
남녀의 결혼에도 궁합을 보는 외에 결혼하는 날짜가 정해져 있다. 혼례에 대한 금기 몇 가지를 들면 다음과 같다. 즉, 음력 6월에 결혼하지 않는다. 혼례 날에 신랑이 나가는데 상주가 보면 부정을 탄다. 혼례날에 신랑이 들어오는데 길을 가로지르면 안 된다. 상제는 혼례에 참가하지 않는다. 혼례날 신랑·신부가 눈물을 흘리면 재앙을 몰고 온다. 신부상에 복중인 여인이 참여하지 않는다는 등등의 금기가 있다.

### 상례(喪禮)
오늘날 초상중에 있는 집에 기중(忌中)이란 종이가 붙어 있다. 이것은 "이 집에 죽음의 부정이 있으니 함부로 출입하여 부정에 접하지 않도록 주의하여 달라"는 뜻으로서 상가의 무단 출입을 금기하고 있는 것이다. 그리고 관이 발인(發靷)되면 고인이 있던 방의 물건이나 생전에 쓰던 물건을 뜰에서 불로 태워 버린다. 또 상가에 다녀온 사람이 자기 집 대문에 들어서기 전에 부인을 불러 소금을 뿌리게 한 다음 대문 안에 들어서기도 하였다.
오늘날 거의 없어졌으나 종래에는 상을 입은 사람은 3년 동안 다른 사람과의 접촉을 피하였는데 이는 부정을 다른 사람에게 전파하지 않기 위함이었으며 이러한 습관이 잔존하여 상자(喪者)에게는 직장으로부터 휴가가 제공되었다. 초상에 대한 금기를 몇 가지 예를 들어 보면, 별세한 바로 뒤에 아궁이를 잘 막아야 한다. 고양이가 들어가면 관이 일어선다. 외출하다 별세한 시체를 집안에 들여 놓지 않는다. 삼년상이 끝날 때까지 머리에 빗질하지 않는다. 출구(出柩)할 때에 관을 문이나 문지방에 부딪치지 않아야 한다. 상가는 장례를 마칠 때까지 비질하지 않는다. 어린아이들이 시체를 보아서는 안 된다. 임신부는 시체를 보지 말아야 한다. 관 위에 칼을 넘기면 시체가 살아난다. 혼례를 치른 집에서 같은 해에 장례를 치르지 않는다는 등이다.

### 임신·출산
임신부와 산후(産後)에 대한 금기도 있다. 임신부는 시체를 보지 않는다. 새끼줄을 넘지 않는다. 살생하는 것을 보아서는 안 된다. 집을 수선하거나 개축하지 않는다. 산후 7일 동안 돼지고기를 먹지 않는다. 미역국을 뜯어서 먹어서는 안 된다. 부정한 사람은 산실(産室)에 들어가지 못하는 것 등이다.

### 발제
발제(拔除)는 금기를 어겼을 때 어긴 자가 파기(破忌)로부터 오는 어떤 재앙을 면하고자 행하는 행위이다. 이에는 무당을 불러다 살풀이를 하는 경우가 있고, 자신이 스스로 목욕재계하는 경우가 있다. 살풀이는 제물을 바치고 신령에게 속죄하여 용서를 비는 것이고, 후자에서는 물로 몸과 마음을 씻고 금기에서 오는 모든 부정을 떨어 버리자는 것이다. 그 방법에도 여러가지가 있는데 한국의 역대 왕은 자기 잘못을 깨닫고 온정을 국민에게 베풀었다 금기시하는 인간의 발을 결코 발견하지 못한다.

## 같이 보기
- 영구 결번
- 음식 금기